# Dino Išpan
Dino Išpan (29. rujna 2001.), hrvatski reprezentativni kajakaš i kanuist. Član je Kanu kluba Končar iz Zagreba.
Godine 2017. na svjetskom juniorskom i prvenstvu mlađih seniora osvojio je brončanu medalju u kategoriji do 23 osvojio u ekipnoj utrci u disciplini klasični spust 3xC2 u postavi Luka Obadić/Matej Zonjić, Ivan Tolić/Leon Išpan, Luka Zubčić/Dino Išpan.